# Gáspár János (vályogfalépítő mester)
Gáspár János (?, 1974 – ) vályogfalépítő mester, az ősi szakma egyik utolsó magyarországi képviselője.

## Élete
Elbeszélése szerint 12 éves korában (azaz 1986 körül) költözött szüleivel modern téglaépítésű házba, amelyet kezdettől fogva nem szeretett (elsősorban a hőmérséklet kieegyenlítetlensége miatt). Inkább nagyszüleinek régi vályogházát tekintette mintának, és elhatározta, hogy felnőttként hasonlóban fog lakni.
22 éves korában (azaz 1996 körül) telket vásárolt, hogy azon vályogházat építsen fel magának. A vályogos építés az 1940/1950-es évekig elég elterjedt volt Magyarországon, de később fokozatosan kihaltak a technikát ismerők. Hosszas keresgélés után, véletlenül akadt az akkor már idős vályogfalépítő mesterre, a tápióbicskei Marina Antalra (kb. 1926–2010/13). Az akkor már visszavonult mester nagy nehezen belement, hogy elkészítse utolsó munkájaként Gáspár házát:
„Egy lóvásárban ismertem meg Tóni bácsit, akinek elpanaszoltam vályogház-építési problémáimat. Az öreg pedig elmesélte, hogy neki már az édesapja is falrakó volt, ő maga pedig 40 évig dolgozott a szakmában. Tóni bácsi akkor 70 éves volt, nagyon jó egészségnek örvendett és felajánlotta a segítségét. Régi falrakó brigádjának szintén hetven év körüli három tagjával megmutatták, hogyan kell vályoggal építkezni, én pedig minden mozdulatokat nagy figyelemmel kísértem. Belekóstolva a mesterségbe és tekintettel a nagy érdeklődésre, nyaranta sárfalakat építettünk. Szép lassan eltanultam a népi építészet csínját-bínját, aminek az öreg örült, hogy valaki továbbviszi a mesterséget.”
Miután befejezték, az öreg Tóni bácsi fölajánlotta az ifjú Gáspár Jánosnak, hogy öt évig közösen vállaljanak munkát.
Mestere már nem él, 2010-ben vagy 2013-ban hunyt el.
Gáspár János a Pest vármegyei Pándon él.
Napjainkban a természetes és olcsó alapanyagokból való építkezés kérdésköre kiemeltté vált világszerte, beleértve Magyarországot. Ez is hozzájárult – a kihalása miatt is – különleges szakma felértékelődéséhez. Egyes források egyenesen a vályogházak „reneszánszáról” beszélnek.

## Munkái

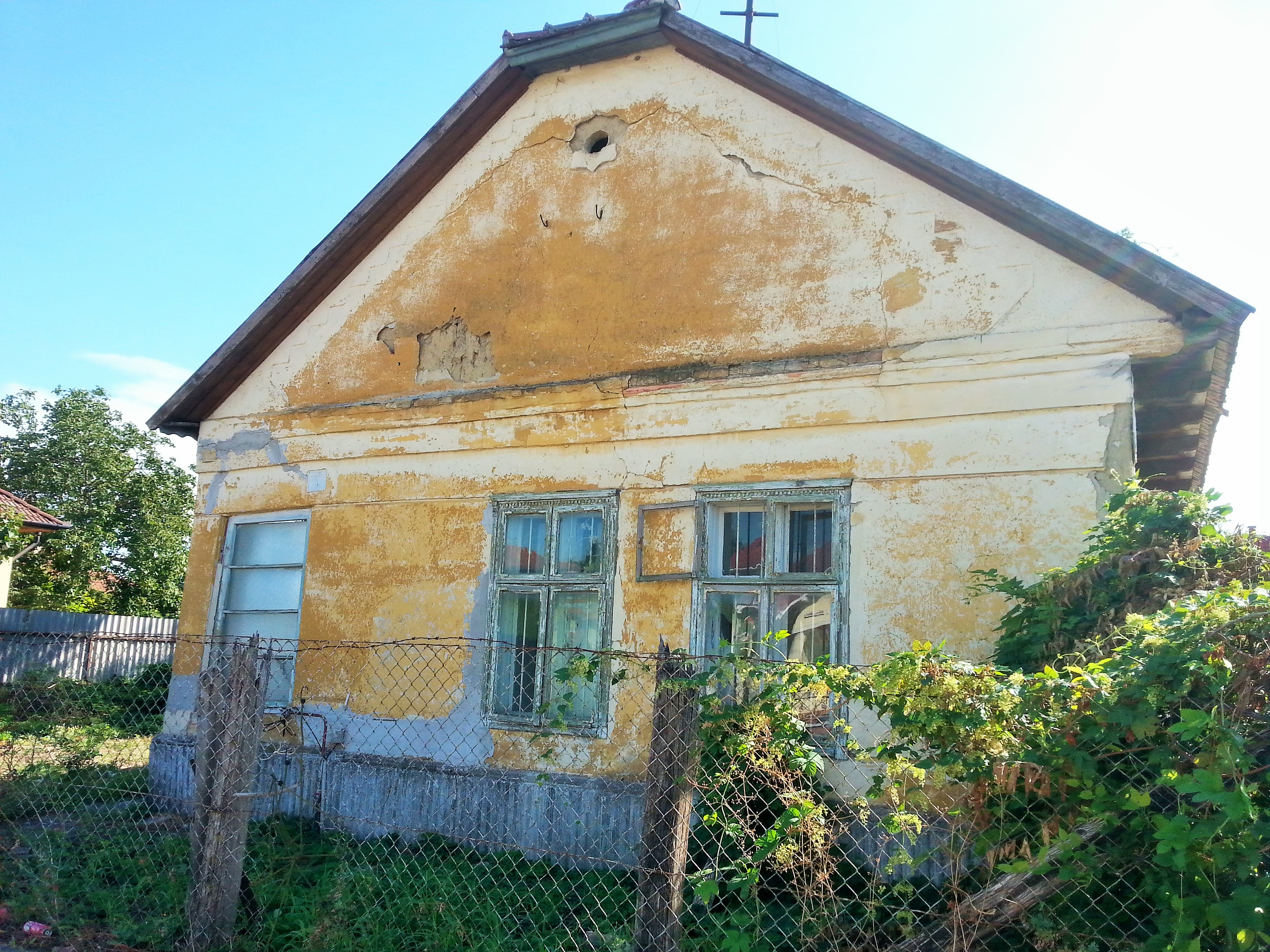
Romos régi vályogház, Nagykáta

Gáspár János több, mint 20 éve, 2000-től gyakorolja szakmáját. Magyarországon jelenleg körülbelül 670 000, más számítások szerint 700.000 hivatalosan nyilvántartott, de ennél jóval több / 700–750 000 / 800 000-nél több vályogház áll, ezekben 2021-ben 1 396 396 ember, azaz a lakásban élő magyarországi lakosság 14,4%-a lakott. A jelentős számú épületmennyiség felújítása állapota és kora miatt ugyanakkor többnyire megkerülhetetlen, 10-20%-uk valószínűleg már nem is megmenthető. Gáspár ebből becslések szerint körülbelül 200 épületet újított fel (más források szerint mintegy 170-et újított fel, 70-et épített) az idők során, munkássága egyre ismertebb. Előszeretettel épít új vályogházakat is, olykor a megszokott formáktól eltérő, újító megoldásokkal.
Hosszú időn keresztül úgy tűnt, hogy Magyarországon az összes vályogházat elbontják, legfeljebb a falumúzeumokban marad néhány emlékeztetőnek. Uralkodó felfogás volt, hogy a téglaház az igazi, a vályog, az csak sár, nem elég stabil. Az első tíz évben Gáspár János szinte csak hazánkba költöző német megrendelőknek dolgozott. A 2000-es években az 1956 után emigrált magyarok kezdtek itthon vályogházat vásárolni, az utóbbi időben pedig valóságos rajongótábora alakult a „műfajnak”, egyre többen akarnak hagyományos és egészséges anyagokból építkezni.
Egyik legjelentősebb munkája egy igen régi, 200 éves vályogház felújítása volt 2016 körül. A legrégebbi, általa felújított épület korát 220 évre tette. 2018-ban a Szabadtéri Néprajzi Múzeumban (Skanzen) ő újította fel azt a fecskefalú–boltíves tornácos vályogházat, amelyet még mestere, Marina Antal épített 1991-ben. Nevezetes alkotása egy, Nagykanizsa közelében felépített vályog borászház.
Elkészült munkáinak fényképeit saját Facebook oldalán teszi közzé.
A 2010-es évektől helyszíni szemléket, tanácsadást is végez vályogházakkal kapcsolatban. Gyakran nyilatkozik különböző sajtóorgánumoknak, televíziós beszélgetésekben is részt vesz.
Előszeretettel szervez szakmai napokat és 2008 körültől nyári táborokat az érdeklődők számára.
2017-ben Oszkón megrendezte a Regio Earth elnevezésű, 1. Közép-európai Vályogépítészeti Fesztivált. Kiépítette barátaival a Környezettudatos Építők Szervezetét, amelynek vályoggal, faházzal, kemenceépítéssel, szalmabála házzal foglalkozó mesterek a tagjai. Az egyesület azt tervezi, hogy néhány éven belül szabályos képzést indít, formális keretet adva az utánpótlásképzésnek.
Ars poeticája: „Hiszek abban, hogy ha az ember a természethez minél közelebbi életmódot él, és ez az otthonának az alapanyagaiban is megmutatkozik, akkor egy egészségesebb, hosszabb és kiteljesedettebb életet tud élni.”
Hozzáteszi ugyanakkor, „a legnagyobb baj az, hogy kimaradt egy generáció a vályogépítő mesterek között, és ezért nekem is nagyon nehéz volt olyat találni, akitől megtanulhattam a mesterséget.” 2021-ben legfeljebb 10 főre tette a magyarországi vályogfalépítő mesterek számát.

## Egyéb hivatkozások
- Télen fűt, nyáron hűt: reneszánszát éli a döngölt agyagpadló (sokszinuvidek.24.hu, 2021. dec. 11.)
- Vaskor István: Így készül ősi technikával a vályogfal (sokszinuvidek.24.hu, 2020. júl. 6.)
- Vaskor István: Vályogban a természet, vályogban az egészség (sokszinuvidek.24.hu, 2020. máj. 10.)
- Bontásra ítélt vályogból csodás otthon: háromszorosára nőtt a Fejér megyei ház értéke (penzcentrum.hu, 2023. jún. 14.)
- Tar Hajnalka: Agyagba döngölt szeretet (magyarnemzet.hu, 2022. nov. 27.)